# František Pavlíček

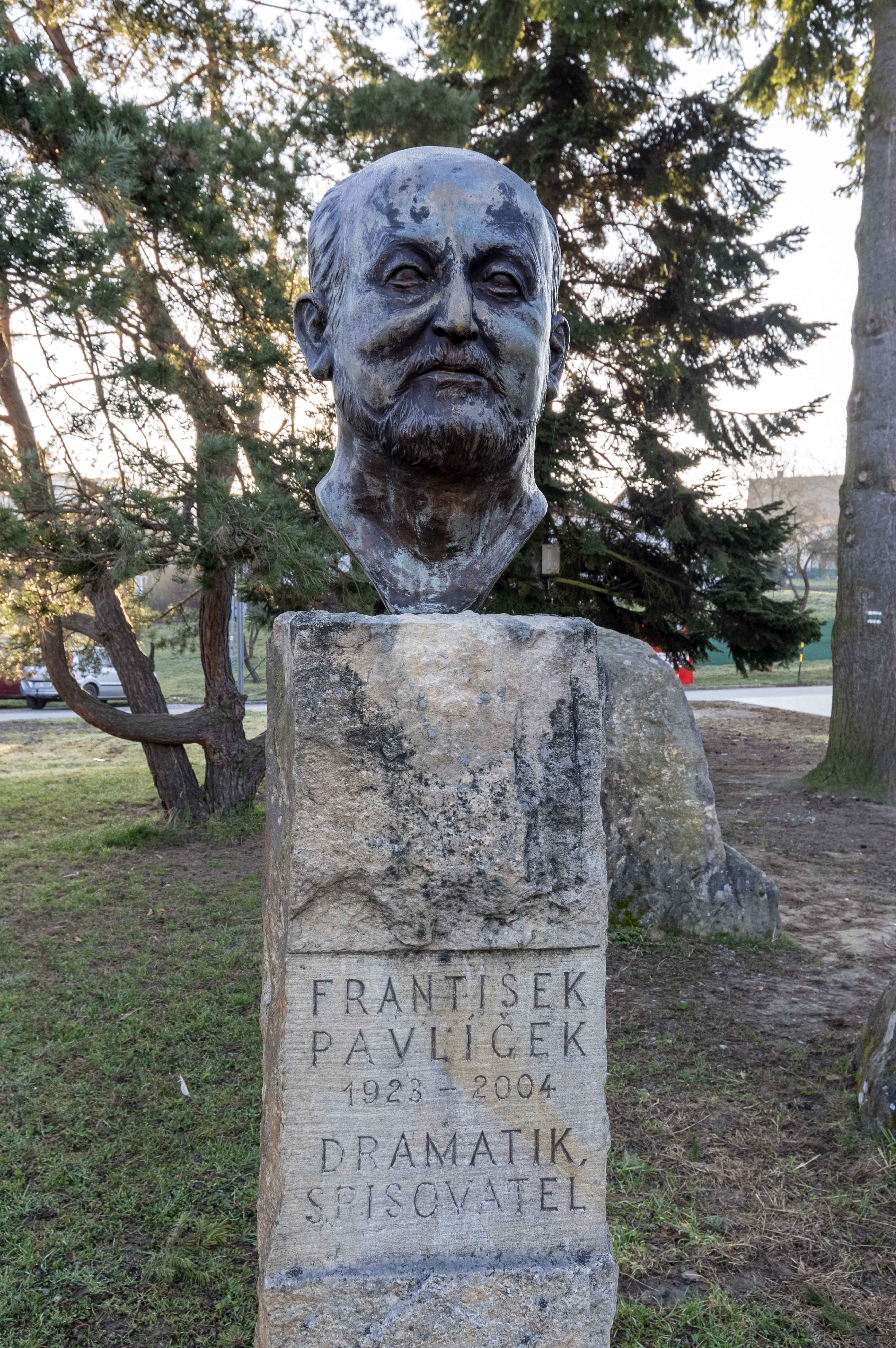
Die Büste in Lukov

František Pavlíček (* 20. November 1923 in Lukov u Zlína; † 29. September 2004 in Prag) war ein tschechischer Dramaturg und Drehbuchautor.

## Leben
Pavlíček studierte Slawistik und Ästhetik an der Philosophischen Fakultät der Karls-Universität in Prag. Seit 1950 nahm er die Stelle eines Redakteurs beim Tschechoslowakischen Rundfunk an, später war er als Dramaturg in den Filmstudios Barrandov tätig. 1965 wurde er zum künstlerischen Direktor des Theaters Divadlo na Vinohradech ernannt. Nach 1970 wurde er wegen seines Engagements während des Prager Frühlings gezwungen, alle Ämter im kulturellen Leben niederzulegen. Seine Werke wurden verboten. 1977 unterzeichnet er die Charta 77. Bis 1989 war er in einigen Unternehmen als Arbeiter beschäftigt. Bücher, die in dieser Periode erschienen, wurden meist unter den Namen seiner Freunde oder unter einem Pseudonym veröffentlicht. 1990 ernannte man Pavlíček zum Institutsdirektor des Tschechoslowakischen Rundfunks. 1992 ging er in den Ruhestand. 2004 starb er nach einer schweren Krankheit.

## In deutscher Sprache veröffentlicht
- Labyrinth des Herzens (Labyrint srdce – 1958), ein Schauspiel, das sich tendenziell gegen Emigranten richtete.
- Ich will nachhause (Chtěl bych se vrátit – 1956), Theaterstück, das sich ebenfalls gegen Emigranten nach 1948 richtet.

## Drehbuch
- 1961: Labyrinth des Herzens (Lavrint srdce)
- 1968: Tony, du bist verrückt (Tony, tobe preskocilo)
- 1973: Drei Haselnüsse für Aschenbrödel (Tři oříšky pro Popelku)
- 2001: Ein königliches Versprechen (Královský slib)